# Manuel de Morales y León
Manuel de Morales y León (San Salvador, alcaldía mayor de San Salvador, capitanía general de Guatemala c. 1750s - San Salvador, intendencia de San Salvador, Capitanía General de Guatemala 1812) fue uno de los líderes del primer movimiento independentista de San Salvador en 1811, en el cual estaría como alcalde primero y corregidor de esa ciudad en la mañana del 5 de noviembre; posteriormente (a partir del 6 de ese mes) sería regidor, y desde el 16 sería alcalde segundo del ayuntamiento que lideró esa ciudad hasta la llegada desde Guatemala de José Alejandro de Aycinena como nuevo intendente; y al siguiente año ejercería como como uno de los regidores del cabildo de San Salvador.

## Biografía
Manuel de Morales y León nació en San Salvador, alcaldía mayor de San Salvador, capitanía general de Guatemala por la década de 1760s; hijo de Manuel de Morales y León, y de María Felipa de Paz. Era pariente de Bernardo José de Arce, los presbíteros hermanos Aguilar, el presbítero José Matías Delgado y sus hermanos, y demás miembros de la familia de León; además de que era compadre de Bernardo Arce, ya que era padrino de su hijo menor Pedro José Arce.
Contraería matrimonio en 3 ocasiones, primeramente con Juana Fagoaga (hermana de Leandro y Mariano Fagoaga; cuyo matrimonio fue el 1 de octubre de 1786; y que falleció en el año de 1789), con quien tendría una hija llamada Mercedes; luego con Rita Lanuza (viuda de José Joaquín Villaseñor; con quien se casó el 17 de septiembre de 1799; y que falleció el 24 de septiembre de 1802); y finalmente con Josefa Wading y Cornejo.
En el año de 1810, según informa el intendente Antonio Gutiérrez y Ulloa, era propietario de la hacienda San Nicolás (ubicada a 3 leguas al nornoroeste de San Salvador, en lo que hoy es el municipio de Apopa), que había estado destruida por mucho tiempo hasta que Morales la compró y la arregló en 1809; y en donde se cultivaba maíz, añil y algunas semillas.
Para noviembre de 1811 llegaría a ser alcalde primero y corregidor de San Salvador; mientras su hijastro José María Villaseñor y Lanuza sería alcalde segundo. En la mañana del 5 de noviembre, debido a la inquietud que había en la ciudad por el encarcelamiento del presbítero Manuel Aguilar, del llamado para dirigirse a Guatemala del sacerdotes Nicolás Aguilar y las sospechas de un intento de asesinato contra el cura y vicario de la ciudad José Matías Delgado; ordenaría que todos los europeos (incluido el intendente Antonio Gutiérrez y Ulloa) fueron arrestados, desarmados y guardasen prisión en la cárcel del cabildo, para tal efecto nombraría a Miguel Delgado y León (hermano del cura Matías) como juez de policía; iniciando de esa forma el primer movimiento independentista de San Salvador. Más adelante, debido a sugerencia hecha por el abogado Juan Miguel de Bustamante en la casa del presbítero José Matías Delgado, ordenaría que los europeos fuesen recluidos en los conventos en lugar de la cárcel.
Ejercería como alcalde primero hasta el mediodía de ese 5 de noviembre, cuando en cabildo abierto se nombró en su lugar a Bernardo José de Arce; para ese momento se encontraba con un grupo de personas asaltando el estanco de aguardiente para luego beberse el licor, lo que sería detenido por Manuel José de Arce, hijo de Bernardo. Más adelante, el 6 de noviembre, debido a la renuncia de Bernardo como alcalde, se designaría en cabildo abierto un nuevo ayuntamiento, con Leandro Fagoaga como alcalde primero, y donde Morales sería uno de los ocho regidores.
Debido a la preocupación de un ataque de las poblaciones principales de la intendencia (San Miguel y San Vicente, que no habían aceptado la invitación de unirse a la causa de San Salvador) y de Sonsonate, tanto Fagoaga como José María Villaseñor renunciarían como alcaldes, por lo que Bernardo Arce y él se convirtieron en los alcaldes de primer y segundo voto respectivamente a partir del 16 de noviembre. Asimismo, y debido a la misma problemática, conferenciaría junto a Miguel Delgado y Juan Manuel Rodríguez sobre la posibilidad de realizar una guerra de conquista en las otras poblaciones de la intendencia; lo que al final no se daría, ya que el ayuntamiento de Guatemala buscaría solucionar ese problema por la vía pacífica, enviando a José Alejandro de Aycinena para que asumiera de manera interina como intendente.
En el año de 1812 ejercería como uno de los regidores del cabildo de San Salvador; pero ese mismo año fallecería. Poco tiempo después, su esposa engendraría su último hijo llamado Mariano Morales Wading.